# كازوكي إيتو
كازوكي إيتو (باليابانية: 伊藤 和基) (8 أغسطس 1987 في ماتسودو في اليابان – )؛ هو لاعب كرة قدم ياباني سابق كان يلعب كمهاجم.

## وصلات خارجية
- كازوكي إيتو على موقع رابطة كرة القدم اليابانية للمحترفين (اليابانية)